# Irving Zola
Irving Kenneth Zola (Newton, Massacussetts, 1935-1994) De familia judía askenazi, su padre procedía de Rusia y su madre de Polonia. Fue un activista y escritor de sociología médica y derechos de personas con discapacidad. Con 16 años, contrajo la polio. Fue miembro fundador de la Sociedad de Estudios de Discapacidad y el primer editor de Disability Studies Quarterly. También fue miembro fundador y consejero del Centro de Autoayuda de Boston.
Su libro más conocido, publicado en 1982 y reeditado en 2003, es Missing Pieces: A Chronicle of Living With a Disability.
La Colección Dr. Irving Kenneth Zola, un repositorio de la mayoría de obras de Zola, se encuentra en la Biblioteca Samuel Gridley Howe Library de la Universidad Brandeis en Waltham, Massachusetts. Zola fue docente en esta universidad desde 1963.